# Дум (приток Кобры)
Дум — река в России, протекает в Койгородском районе Республики Коми. Устье реки находится в 191 км по левому берегу реки Кобра. Длина реки составляет 18 км.
Исток реки в Республике Коми близ границы с Кировской областью в 31 км к юго-западу от посёлка Кажым. Река течёт на юго-запад, всё течение проходит по ненаселённому лесу. Впадает в Кобру на границе с Кировской областью.

## Данные водного реестра
По данным государственного водного реестра России относится к Камскому бассейновому округу, водохозяйственный участок реки — Вятка от истока до города Киров, без реки Чепца, речной подбассейн реки — Вятка. Речной бассейн реки — Кама.
Код объекта в государственном водном реестре — 10010300212111100030771.